# 瑪斯古夫
瑪斯古夫（阿拉伯语：‎），又名伊拉克烤鯉魚，是伊拉克的國家代表食物。

## 製作方法
用棒子打向魚頭將之擊斃，除去魚鱗和清理好內臟後，橫刀從背部把魚分開兩邊，然後用樹枝豎立起整條大魚﹐佐以檸檬和鹽在明火上燒烤。

## 圖片集

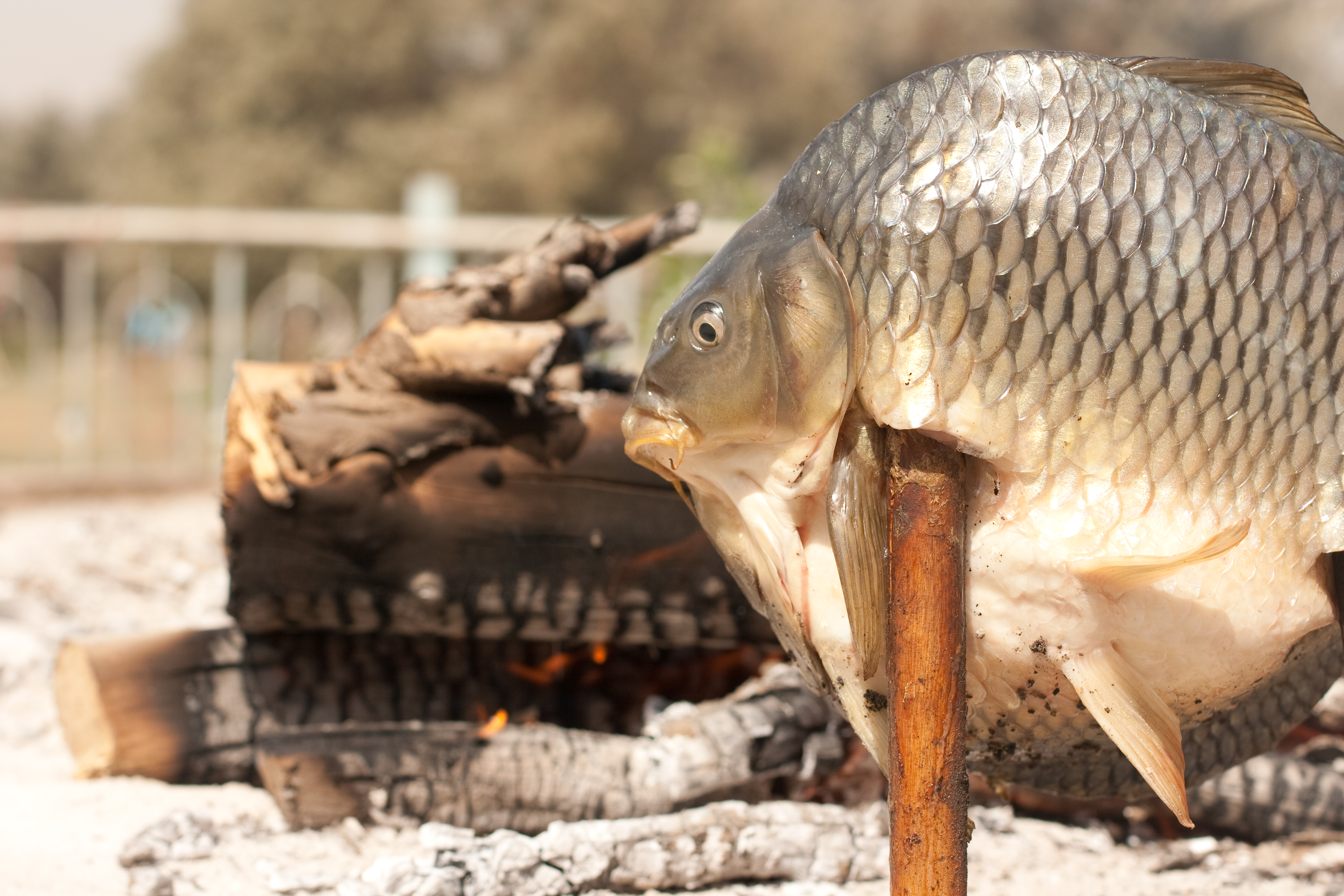
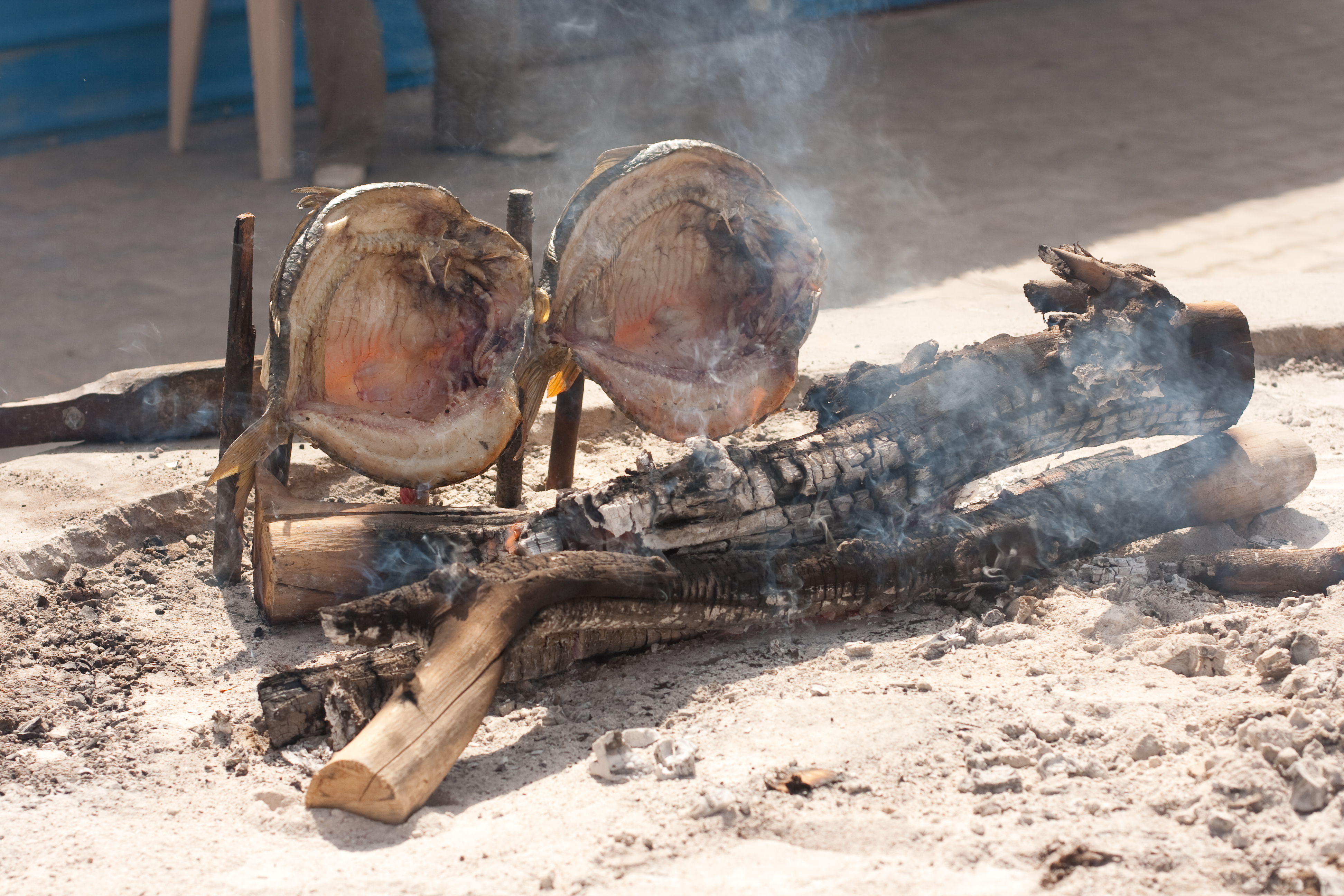
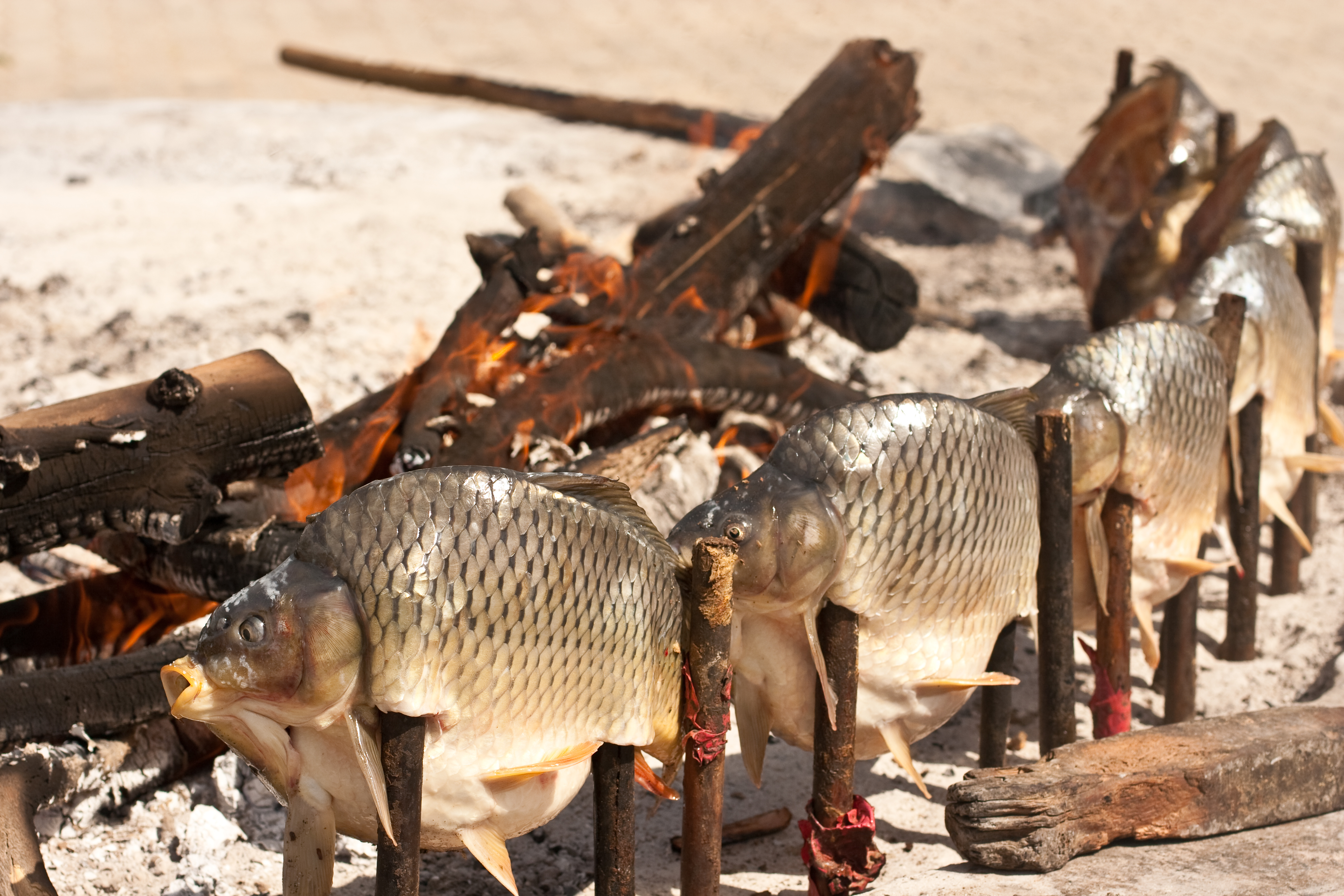